# Roland Malet
Pour les articles homonymes, voir Malet.
Roland Malet, né le 9 juin 1923 à Mers-les-Bains et mort à Paris le 11 octobre 2004, est un acteur français spécialisé dans les rôles d'agents de police.

## Filmographie

### Cinéma
- 1960 : Un taxi pour Tobrouk de Denys de La Patellière
- 1961 : Le cave se rebiffe de Gilles Grangier : le vestiaire du bateau-mouche et un passager dans l'avion
- 1963 : Maigret voit rouge de Gilles Grangier : un agent de police
- 1964 : Moi et les hommes de 40 ans de Jacques Pinoteau : le chauffeur de la police
- 1965 : Salut Berthe ! de Guy Lefranc
- 1966 : Roger La Honte  (Trappola per l'assassino) de Riccardo Freda : le valet du cercle
- 1966 : Brigade antigangs de Bernard Borderie : l'agent de police Leroy
- 1966 : Le Jardinier d'Argenteuil de Jean-Paul Le Chanois : un agent de police
- 1966 : Le Soleil des voyous de Jean Delannoy : le brigadier
- 1967 : Un idiot à Paris de Serge Korber : un agent de police
- 1967 : Cours du soir de Nicolas Ribowski - (court métrage) -
- 1968 : La Grande Lessive (!) de Jean-Pierre Mocky : un agent de police
- 1968 : Les Gros Malins de Raymond Leboursier : un agent au commissariat
- 1968 : L'Homme à la Buick de Gilles Grangier : un agent de police à la réception
- 1969 : Le Clan des Siciliens d'Henri Verneuil : un passant
- 1969 : Borsalino de Jacques Deray : un joueur
- 1969 : Ces messieurs de la gâchette de Raoul André : un agent de police
- 1969 : Le Dernier Saut d'Édouard Luntz : le garçon de café
- 1969 : La Peau de Torpedo de Jean Delannoy : un agent de police
- 1969 : L'Arbre de Noël de Terence Young : un agent de police
- 1970 : Max et les Ferrailleurs de Claude Sautet : un homme à la cafétéria
- 1972 : Le Viager de Pierre Tchernia : un garde devant le tribunal
- 1974 : Ce cher Victor de Robin Davis
- 1975 : Calmos de Bertrand Blier
- 1976 : Le Corps de mon ennemi de Henri Verneuil : un agent de police à la prison
- 1979 : Courage fuyons d'Yves Robert : un agent de police
- 1978 : Fella de Francis Leroi
- 1980 : La Banquière de Francis Girod
- 1980 : Téhéran 43 d'Alexandre Alov et Vladimir Naoumov : un inspecteur
- 1985 : Dangereusement vôtre de John Glen

### Télévision
- 1965 : Les Jeunes Années, épisode 11 de Joseph Drimal (série télévisée) : un comédien
- 1967 : Salle n° 8, épisodes 22/26/28 de Robert Guez et Jean Dewever (série télévisée) : un client au restaurant/un homme en salle d’attente/un spectateur au match de boxe
- 1967 : Les Enquêtes du commissaire Maigret, épisode Cécile est morte de Claude Barma : un inspecteur à la P.J.
- 1967 : Les Enquêtes du commissaire Maigret, épisode La Tête d'un homme de René Lucot : un brigadier à la Citanguette
- 1968 : Les Enquêtes du commissaire Maigret, épisode Le Chien jaune de Claude Barma : un consommateur à l'Amiral
- 1968 : Les Enquêtes du commissaire Maigret, épisode Félicie est là de Claude Barma : un agent de police dans le hall de la P.J. et à la rafle de Pigalle
- 1970 : Les Enquêtes du commissaire Maigret, épisode Maigret de Claude Barma : un agent de police dans les couloirs de la P.J.
- 1971 : Tang, épisode 8 d'André Michel (série télévisée) : un agent de police
- 1971 : Les Enquêtes du commissaire Maigret, épisode Maigret et le fantôme de René Lucot : un agent de police dans les couloirs de la P.J.
- 1971 : Les Enquêtes du commissaire Maigret, épisode Maigret aux assises de Marcel Cravenne : un agent de police devant le domicile de Léontine Faverges (non crédité)
- 1972 : Les Enquêtes du commissaire Maigret, épisode Pietr le Letton de Jean-Louis Muller : un consommateur à la boîte de nuit
- 1972 : Les Enquêtes du commissaire Maigret, épisode Maigret en meublé de Claude Boissol : un agent de police